# Fed Cup 2007 Zona Americana
La Zona Americana (Americas Zone) è una delle 3 divisioni zonali nell'ambito della Fed Cup 2007. Essa è a sua volta suddivisa in due gruppi (Group I, Group II) formati rispettivamente da squadre inserite in tali gruppi in base ai risultati ottenuti l'anno precedente.

## Gruppo I
Girone: Pilara Tennis Club, Pilar, Argentina (Terra)

Data: 18-21 aprile

### Pools
|   | Pool A  | BRA | MEX | CHI |  |   |                 | Pool B | ARG | COL | PUR | DOM |
| 1 | Brasile |     | 2-1 | 1-2 |  | 1 | Argentina       |        | 3-0 | 3-0 | 3-0 |     |
| 2 | Messico | 1-2 |     | 2-1 |  | 2 | Colombia        | 0-3    |     | 3-0 | 3-0 |     |
| 3 | Cile    | 2-1 | 1-2 |     |  | 3 | Porto Rico      | 0-3    | 0-3 |     | 3-0 |     |
| 4 |         |     |     |     |  | 4 | Rep. Dominicana | 0-3    | 0-3 | 0-3 |     |     |

### Play-offs
| Argentina 2 | Pilara Tennis Club, Pilar, Argentina 21 aprile 2007 Terra | Pilara Tennis Club, Pilar, Argentina 21 aprile 2007 Terra | Brasile 0 |     |   |  |
| \| \| \| \| 1 \| 2 \| 3 \| \| \| - \| \| -------------------------------------- \| --- \| --- \| - \| \| \| 1 \| \| Jorgelina Cravero Maria Fernanda Alves \| 6 2 \| 6 3 \| \| \| \| 2 \| \| Gisela Dulko Jenifer Widjaja \| 6 1 \| 6 2 \| \| \| \| 3 \| \| \| \| \| \| \| |                                                           |                                                           |           |     |   |  |
| |                                                           |                                                           | 1         | 2   | 3 |  |
| 1 | Argentina (bandiera) · Brasile (bandiera)                 | Jorgelina Cravero Maria Fernanda Alves                    | 6 2       | 6 3 |   |  |
| 2 | Argentina (bandiera) · Brasile (bandiera)                 | Gisela Dulko Jenifer Widjaja                              | 6 1       | 6 2 |   |  |
| 3 | Argentina (bandiera) · Brasile (bandiera)                 |                                                           |           |     |   |  |

- Argentina avanza World Group II Play-offs

| Località      | Squadra vincente | Punteggio | Squadra perdente |
| ------------- | ---------------- | --------- | ---------------- |
| 3°/4°         | Colombia         | 2-0       | Messico          |
| Retrocessione | Porto Rico       | 2-0       | Cile             |

- Cile e Repubblica Dominicana retrocesse nel Gruppo II in 2008.

## Gruppo II
Girone: Carrasco Lawn Tennis Club, Montevideo, Uruguay (Terra)

Data: 18-21 aprile
|   | Pool A         | URU | ECU | BER | HON |  |   |                         | Pool B | PAR | BOL | GUA | TRI | BAR |
| 1 | Uruguay (3-0)  |     | 2-1 | 3-0 | 3-0 |  | 1 | Paraguay (4-0)          |        | 2-1 | 2-1 | 3-0 | 2-1 |     |
| 2 | Ecuador (2-1)  | 1-2 |     | 3-0 | 3-0 |  | 2 | Bolivia (3-1)           | 1-2    |     | 2-1 | 3-0 | 3-0 |     |
| 3 | Bermuda (1-2)  | 0-3 | 0-3 |     | 2-1 |  | 3 | Guatemala (2-2)         | 1-2    | 1-2 |     | 3-0 | 3-0 |     |
| 4 | Honduras (0-3) | 0-3 | 0-3 | 1-2 |     |  | 4 | Trinidad e Tobago (1-3) | 0-3    | 0-3 | 0-3 |     | 3-0 |     |
| 5 |                |     |     |     |     |  | 5 | Barbados (0-4)          | 1-2    | 0-3 | 0-3 | 0-3 |     |     |

### Play-offs
| Località   | Squadra vincente  | Punteggio | Squadra perdente |
| ---------- | ----------------- | --------- | ---------------- |
| Promozione | Uruguay           | 2-1       | Bolivia          |
| Promozione | Paraguay          | 2-1       | Ecuador          |
| 5°/6°      | Guatemala         | 3-0       | Bermuda          |
| 7°/8°      | Trinidad e Tobago | 2-1       | Honduras         |

- Uruguay e Paraguay promosse al Gruppo I in 2008.